# Rurouni Kenshin: The Legend Ends
Rurouni Kenshin: The Legend Ends (るろうに剣心 伝説の最期編, Rurouni Kenshin: Densetsu no Saigo-hen) és una pel·lícula d'acció jidaigeki japonesa del 2014 dirigida per Keishi Ōtomo i basada en la sèrie de manga Rurouni Kenshin. Servint com a tercer lliurament de la sèrie de pel·lícules Rurouni Kenshin i una seqüela directa de Rurouni Kenshin: Kyoto Inferno (2014), la pel·lícula té lloc immediatament després de la predecessora i veu Himura Kenshin com es recupera i es prepara per a una última lluita contra Shishio Makoto i la seva colla.
Rurouni Kenshin: The Legend Ends va ser llançat al Japó el 13 de setembre de 2014 per Warner Bros.; un mes després de Kyoto Inferno. El 2021 es van estrenar dues entregues més de la sèrie de pel·lícules: Rurouni Kenshin: The Final, una seqüela de The Legend Ends, i Rurouni Kenshin: The Beginning, una preqüela de tota la sèrie.

## Argument
En un salt enrere, Hiko Seijūrō troba un jove Shinta excavant tombes per als bandits i esclavistes morts en la batalla. Shinta explica que totes les persones només són cossos després de la mort. Hiko decideix prendre Shinta com el seu alumne i el anomena "Kenshin". Himura Kenshin es desperta com a Mestre de la Casa de l'Hiko, i li pregunta si el seu amic (Kaoru) també es va salvar. Fa tres dies que està inconscient, i el mestre Hiko li diu que probablement el seu amic està mort. Kenshin demana aprendre la tècnica final de Hiten Mitsurugi, "Amakakeru Ryu no Hirameki", per derrotar a Shishio Makoto i evitar el seu atac. Hiko està d'acord i els dos s'enfronten a un duel per començar el seu entrenament.
Shishio apareix davant de la costa de Tòquio en un gran cuirassat negre amb revestiment de ferro, i exigeix que el ministre de l'Interior, Ito Hirobumi, el visiti per parlar de la situació. Després de convidar els ministres a unir-se a ell per menjar, un d'ells perd la paciència i és assassinat per un dels homes de Shishio. El primer ministre intenta restablir l'ordre i el decòrum, però Shishio els fa presoners quan intenten marxar, matant tots els homes del govern excepte el primer ministre. Shishio demana que li portin Battousai, en cas contrari derrocarà el govern fent públics tots els assassinats i massacres que es van dur a terme per l'actual govern. Saito Hajime també conegut com a Fujita segueix buscant en Battousai, i està disgustat per la manera com el govern està gestionant l'assumpte cedint al xantatge de Shishio.
Yahiko Myojin troba un cartell que demana que "Battousai" Kenshin sigui arrestat, que ell i Sagara s'adonen que suggereix que Kenshin encara ha d'estar viu, i marxen cap a Tòquio i el Kamiya Dojo amb Misao per trobar-lo i buscar Kaoru Kamiya. Una jove s'acosta a ells amb una bufanda quan se'n van, que Misao reconeix com amb qui va embenar Kaoru i se'n van corrent. Apareixen fora d'un hospital i entren per trobar en Kaoru inconscient i viu.
En Kenshin s'assabenta a través del seu entrenament d'Hiko que havia rebutjat la seva voluntat de viure durant el seu temps com a assassí Battōsai, i com que no té cap intenció de sortir amb vida, no podrà derrotar a Shishio. Hiko també assenyala que Kenshin ha perdut el seu instint assassí amb el seu jurament de no matar i la seva "espasa ridícula", al cap i a la fi és el fort qui sobreviu i el feble el que mor. Aquella nit, Hiko diu que alguna cosa falta a Kenshin, i que li donarà la nit per pensar-hi. Si no pot esbrinar què és, morirà l'endemà. L'endemà al matí, Kenshin encara és incapaç d'entendre què falta en ell mateix. Així que Hiko revela la seva tasca final com a Mestre a Kenshin - sense adonar-se del que falta, Kenshin tornarà a les seves antigues maneres - i així Hiko ha de matar a Battōsai. Quan Hiko l'ataca, Kenshin s'adona que tremola. No és per por al seu amo sinó per por a la mort mateixa i utilitza instintivament la seva espasa per protegir-se ja que no vol morir. Kenshin escolta mentre el seu mestre li diu que no pot aprendre el secret fins que s'adona que la voluntat de viure és primordial, que la seva vida és tan digna com la dels altres i així ha après el secret d’Amakakeru.
Kaoru es desperta del coma, i es reuneix amb Yahiko i Sanosuke i tornen a Tòquio. Quan Kenshin conclou el seu entrenament i està a punt de marxar, Makimachi Misao arriba amb la notícia que en Kaoru és viu. També li diu a Kenshin que ha estat qualificat de criminal buscat a tot el Japó pel seu treball com a Battōsai durant l'era Bakumatsu. Sabent que Shishio té la intenció de prendre Tòquio a continuació, Kenshin té la intenció de tornar a casa per una ruta secreta que li va donar l'Oniwabanshu a l'Aoiya Inn. Descobreixen que Kashiwazaki Nenji (també conegut com Okina) ha avançat i es va trobar amb Shinomori Aoshi, que estava a l'aguait de Kenshin en aquesta ruta. Kenshin i Misao arriben i Kenshin es lluita amb Aoshi, durant el qual Okina mor de les seves ferides. De tornada a l'Aoiya, Misao atén a l'Aoshi i el convenç de tornar a l'Oniwabanshu. Al cuirassat de Shishio, Shishio, la seva parella Yumi i un dels seus homes Hori, descobreixen que a causa de la incapacitat d'en Shishio per suar, només pot lluitar durant quinze minuts sense posar en perill la seva salut.
Kenshin arriba de nou al dojo Kamiya Kashin. Takani Megumi, que ha estat cuidant el dojo en absència de Kaoru, li dóna la benvinguda de nou, però poc després de la seva arribada la policia arriba per detenir-lo. Desitjant evitar més violència, es rendeix i és portat al cap del ministre de l'Interior, Ito Hirobumi. Ito explica que havia intentat convèncer a Shishio perquè abandonés el seu pla per enderrocar el govern de Meiji, però les negociacions havien acabat en un desastre i Shishio, encara amargat pel seu tracte cruel per part del nou govern (ser cremat viu), només abandonaria el govern si Kenshin fos arrestat i executat. En cas contrari, té la intenció d'atacar Tòquio. Kenshin convenç Ito que pot derrotar a Shishio si Ito l'ajuda. Aparentment, Ito decideix continuar amb l'execució de totes maneres. Kaoru, Sano i Yahiko tornen a Tòquio poc després i, amb horror, descobreixen que Kenshin serà executat el mateix dia. Els homes de Shishio esperen l'execució per assegurar-se que Ito durà a terme les negociacions.
L'execució, però, només es fa en escena, i en Kenshin és alliberat per ajudat per derrotar els homes de Hajime Saito. En Sano s'uneix a ells, i els tres remen cap al cuirassat de Shishio. Mentre busca en Shishio, Kenshin es troba amb Seta Soujiro i els dos es tornen a revancar. Kenshin surt victoriós i Soujiro, que originalment creia que Kenshin era feble, està aixafat i confós. Kenshin finalment troba Shishio, Yumi i Hori esperant a la bodega del vaixell. Es produeix un duel entre Kenshin i Shishio, que venç fàcilment en Kenshin. Saito arriba immediatament després, seguit per Sano i Aoshi, que els van seguir des de Kyoto, però fins i tot els quatre junts no són rivals per a Shishio. Shishio arriba al seu límit de 15 minuts i Yumi intenta protegir-lo de Kenshin mentre Shishio els apunyala a tots dos, matant-la. Mentrestant, els homes d'Ito comencen a disparar contra el vaixell, amb la intenció d'enfonsar-lo i ofegar tant en Shishio com en Kenshin a dins. Shishio condemna Kenshin per ajudar a aquest govern. Kenshin accepta que el nou govern de Meiji és defectuós, però argumenta que l'era dels assassins com ell i Shishio s'ha acabat i que no hi hauria d'haver més violència. Aconsegueix derrotar a Shishio fent servir l'Amakakeru, encara que no li fa mal físicament. Shishio, que fa temps que ha arribat al seu límit i el seu cos s'ha sobreescalfat, s'encén i es crema fins a morir davant els ulls del grup.
Saito, Aoshi, Sano i Kenshin escapen del vaixell abans que s'enfonsi i són portats de tornada a la costa, on els esperen en Kaoru, Yahiko, Misao i el Ministre de l'Interior. Ito reconeix Kenshin com Himura Kenshin per primera vegada mentre declara Battōsai mort, i els seus homes saluden el grup com a herois. L'Aoshi i Misao tornen a Kyoto, i en Kaoru, Kenshin, Yahiko i Sano tornen al dojo. Kaoru assenyala el canvi de temporada, així com el final de la vida de Kenshin com a Battōsai. Kenshin expressa el seu desig de continuar vivint al dojo i avançar cap a la nova era, i convida en Kaoru a seguir endavant amb ell.

## Repartiment
Llista de repartiment principal tal com es presenta al lloc web de Funimation Films per ordre de nom occidental:
- Takeru Satoh com a Kenshin Himura[8]
- Emi Takei com a Kaoru Kamiya[8]
- Munetaka Aoki com a Sanosuke Sagara[8]
- Yū Aoi com a Megumi Takani[8]
- Kaito Oyagi com a Yahiko Myojin
- Yusuke Iseya com a Aoshi Shinomori
- Yōsuke Eguchi com a Hajime Saito
- Tatsuya Fujiwara com a Makoto Shishio
- Ryunosuke Kamiki com a Sojiro Seta
- Maryjun Takahashi com a Yumi Komagata
- Tao Tsuchiya com a Misao Makimachi
- Min Tanaka com a Okina
- Masaharu Fukuyama com a [Seijuro Hiko
- Yukiyoshi Ozawa com a Ito Hirobumi

## Producció
Otomo va dir que l'escena de baralla final va ser l'escena més difícil de rodar, principalment a causa de com Satoh i Fujiwara no van utilitzar acrobàcies. No obstant això, el director la va trobar com una escena "èpica". L'actor va dir que va parlar d'aquesta escena amb el director que estava satisfet amb el resultat. La tècnica més forta de Kenshin, l'Amakakeru Ryū no Hirameki, va ser el moviment preferit de Satoh ja que li agrada el seu significat. Mentre Kenshin crida els noms dels seus atacs tant al manga com a l'anime, Satoh va decidir dir els noms després de realitzar aquests moviments.

### Música
La cançó d’One Ok Rock "Heartache" del seu àlbum 35xxxv es mostra a la pel·lícula.

## Estrena
Rurouni Kenshin: The Legend Ends va ser estrenada als cinemes del Japó per Warner Bros. Pictures Japan el 13 de setembre de 2014. El Blu-ray i el DVD es van llançar el 21 de gener de 2015 al Japó.
El juny de 2016, Funimation Films va anunciar que va adquirir els drets de la trilogia d'acció real Rurouni Kenshin per a la distribució nord-americana, i es va estrenar subtitulada als cinemes americans el setembre de 2016. La pel·lícula es va estrenar en Blu-ray i DVD per Funimation el 3 de gener de 2017, a Amèrica del Nord, que inclou un versió doblada en anglès de la pel·lícula, amb una classificació de TV-MA.

## Recepció

### Taquilla
La pel·lícula va debutar a la taquilla japonesa en segon lloc, guanyant 919.479.200 iens. En el seu quart cap de setmana, va ocupar el primer lloc i va guanyar 177.419.216 iens. Va ser el número u durant quatre setmanes. Va ser una de les cinc millors pel·lícules del 2014 a la taquilla japonesa (a sota de Kyoto Inferno al número tres), va recaptar 4.350 milions de iens (41,60 milions de dòlars) al Japó. A l’estrangers, va guanyar 16.916.000 wons ($14,955) a Corea del Sud, i $2,484,963 en altres territoris, for an international total of US$44 millionPlantilla:US$ amb paràmetre no numèric, vegeu la documentació.

### Recepció crítica
Lito B. Zulueta de Philippine Daily Inquirer va elogiar la pel·lícula, declarant que "The Legend Ends ha "restaurat el gènere samurai", i va afegir que "Legend acaba en un duel contra la mort del dos espadaxins. No cal dir que la lluita és un espectacle per acabar amb tots els espectacles de lluita. Dirigida per Keishi Ohtomo, les pel·lícules de Rurouni Kenshin són espectacles fabulosos que es neguen a si mateixos la brillantor habitual de Hollywood i els trucs de CDG exagerats per aconseguir el seu aspecte i proporció èpics. En comptes d'això, es basa en un bon cinema clàssic." Derek Elley de Film Business Asia va atorgar a la pel·lícula un 8 sobre 10, elogiant el seu "precedent reflexiu a un final meravellós." i va elogiar que "el duel mamut al cuirassat de ferro del vilà, organitzat pel director d'acció Kenji Tanigaki d'una manera que mostra un retorn a la seva formació a Hong Kong visible a la primera pel·lícula de la sèrie".
En una ressenya mixta, Clarence Tsui de The Hollywood Reporter va criticar les dues hores de durada de la pel·lícula, així com el seu primer acte expositiu i la coreografia, titllant-la de "rematxada", però el clímax dels quatre contra Shishio "l'absurd de cara", encara que més tard diu "The Legend Ends ofereix un tipus d'entreteniment cinematogràfic de pantalla ampla que la majoria de les adaptacions cinematogràfiques japoneses (de sèries de televisió o còmics) ara manquen."

## Reconeixements
| Any  | Premi             | Categoria    | Receptor     | Resultat |
| ---- | ----------------- | ------------ | ------------ | -------- |
| 2015 | Asian Film Awards | Millor actor | Takeru Satoh | Nominat  |

## Seqüeles
Daily.co.jp va revelar els plans per a una altra seqüela el 4 de setembre de 2017, en relació amb l'incompliment de contracte de l'actriu principal Emi Takei a causa del seu matrimoni amb el membre de la banda Exile Takahiro, així com el seu embaràs. Takei tenia acords amb fins a 10 empreses per a comercials, incloses JTB i Yōfuku no Aoyama, i es va informar que el seu acord amb SSP podria ser rescindit, amb els seus acords comercials amb altres companyies afectats. Oscar Promotion, l'agència de Takei, va demanar disculpes als seus clients i estava negociant sancions per incompliment del contracte. La sanció per incompliment del seu contracte podria haver arribat als 1.000 milions de iens (uns 9,11 milions de dòlars EUA). El 12 d'abril de 2019 es va anunciar que dues noves pel·lícules d'acció en directe s'estrenaran l'estiu de 2020; Rurouni Kenshin: The Final s'estrenava el 3 de juliol i Rurouni Kenshin: The Beginning el 7 d'agost. Les dues pel·lícules es van retardar fins al 2021 a causa de la COVID-19.